# SMS Gneisenau (1906)
O SMS Gneisenau foi um cruzador blindado operado pela Marinha Imperial Alemã e a segunda e última embarcação da Classe Scharnhorst, depois do SMS Scharnhorst. Sua construção começou em dezembro de 1904 nos estaleiros da AG Weser em Bremen e foi lançado ao mar em junho de 1906, sendo comissionado em março de 1908. Era armado com uma bateria principal composta por oito canhões de 210 milímetros montados em torres de artilharia duplas e casamatas, tinha um deslocamento carregado de quase treze mil toneladas e alcançava uma velocidade máxima de 22 nós.
O Gneisenau começou sua carreira nas forças de reconhecimento da Frota de Alto-Mar, mas foi transferido para a Esquadra da Ásia Oriental em 1910 por ser considerado obsoleto diante dos novos cruzadores de batalha britânicos. Pelos quatro anos seguintes patrulhou as possessões coloniais da Alemanha na Ásia e Oceano Pacífico, também realizando várias visitas diplomáticas para portos estrangeiros na região. A Primeira Guerra Mundial começou em 1914 e a esquadra atravessou o Pacífico até a América do Sul, no caminho atacando a Polinésia Francesa em setembro. 
Os alemães chegaram no litoral do Chile no início de novembro e derrotaram uma esquadra britânica na Batalha de Coronel, com o Gneisenau tendo incapacitado o cruzador blindado HMS Monmouth, que foi posteriormente afundado por outro navio. Esta derrota fez o Almirantado Britânico destacar dois cruzadores de batalha para caçar e destruir a Esquadra da Ásia Oriental, o que foi realizado no mês seguinte durante a Batalha das Malvinas. Nesta, o Gneisenau foi afundado depois de ser alvejado pelo HMS Invincible e HMS Inflexible, com a maior parte de sua tripulação morrendo.

## Características

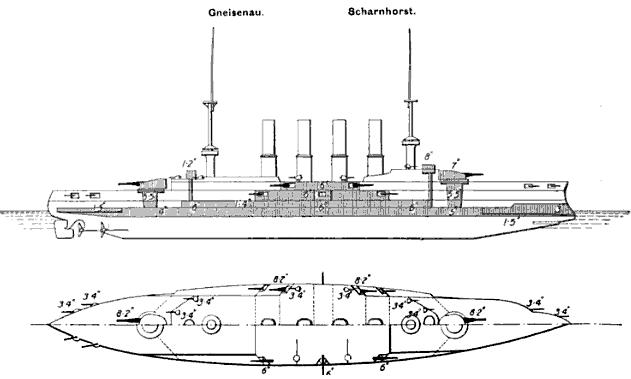
Desenho da Classe Scharnhorst

Os cruzadores blindados da Classe Scharnhorst foram encomendados como parte de um programa de construção estabelecido pela Segunda Lei Naval de 1900, que previa uma força de catorze cruzadores blindados. Eles marcaram um grande aumento de poder de combate em relação à predecessora Classe Roon, sendo mais bem armados e protegidos. Estes melhoramentos permitiam que lutassem na linha de batalha caso fosse necessário, uma capacidade pedida pelo Departamento Geral da Marinha Imperial Alemã.
O Gneisenau tinha 144,6 metros de comprimento de fora a fora, uma boca de 21,6 metros e um calado de 8,37 metros. Seu deslocamento normal era de 11 616 toneladas, enquanto o deslocamento carregado chegava a 12 985 toneladas. Seu sistema de propulsão consistia dezoito caldeiras de tubos d'água que alimentavam três motores de tripla-expansão. Tinha uma potência indicada de 26 mil cavalos-vapor (19,1 mil quilowatts) para uma velocidade máxima de 22,5 nós (42 quilômetros por hora). Tinha uma autonomia de 4,8 mil milhas náuticas (8,9 mil quilômetros) a catorze nós (26 quilômetros por hora). Sua tripulação consistia em 38 oficiais e 726 marinheiros.
O armamento principal era formada por oito canhões calibre 40 de 210 milímetros, quatro montados em duas torres de artilharia duplas, uma à vante e outra à ré da superestrutura na linha central, enquanto os outros quatro ficavam em casamatas únicas. O armamento secundário incluía seis canhões calibre 40 de 149 milímetros, também em casamatas individuais que ficavam localizadas um convés abaixo das casamatas da bateria principal. A bateria contra barcos torpedeiros tinha dezoito canhões calibre 35 de 88 milímetros montados em casamatas. Também foi equipado com quatro tubos de torpedo submersos de 450 milímetros: um na proa, um em cada lateral e o último na popa.
O cinturão principal era feito de aço Krupp e tinha 150 milímetros de espessura na cidadela blindada, reduzindo-se para oitenta milímetros à vante e ré. Tinha um convés blindado de 35 a sessenta milímetros, com a blindagem mais espessa protegendo as salas de máquinas e depósitos de munição. As torres de artilharia tinham laterais de 170 milímetros, enquanto as casamatas da bateria principal tinham 150 milímetros. As casamatas da bateria secundária eram protegidas por uma camada de 130 milímetros.

## Carreira

### Início de serviço
O Gneisenau foi encomendado em 8 de junho de 1904 e seu batimento de quilha ocorreu em 28 de dezembro nos estaleiros da AG Weser em Bremen sob o número de construção 144. Uma prolongada greve de trabalhadores do estaleiro adiou a construção e o navio só foi lançado ao mar em 14 de junho de 1906. Foi nomeado em homenagem à predecessora corveta SMS Gneisenau e batizado pelo general-marechal de campo Alfred von Schlieffen, o Chefe do Estado-Maior Geral Alemão. Foi levado para Wilhelmshaven a fim de passar pela equipagem e foi comissionado na frota em 6 de março de 1908, iniciando seus testes marítimos no dia 26. Estes duraram em 12 de julho até 12 de julho, quando foi designado para o I Grupo de Reconhecimento, a esquadra da reconhecimento da Frota de Alto-Mar. Seu primeiro oficial comandante foi o capitão de mar Franz Hipper.
O cruzador participou da rotina normal de treinamentos da frota durante sua época como membro do I Grupo de Reconhecimento. Participou logo após o fim de seus testes marítimos de um grande cruzeiro da frota no Oceano Atlântico junto com a esquadra de couraçados da Frota de Alto-Mar. O príncipe Henrique, irmão do imperador Guilherme II, tinha defendido tal cruzeiro no ano anterior, argumentando que prepararia a frota para operações internacionais e quebraria a monotonia do treinamento em águas alemãs. Este cruzeiro ocorreu em um momento que as tensões com o Reino Unido estavam altas devido a uma corrida armamentista naval entre os dois países, porém incidente algum ocorreu. A frota deixou Kiel em 17 de julho e atravessaram o Canal Imperador Guilherme até o Mar do Norte, continuando para o Atlântico. A frota voltou para a Alemanha em 13 de agosto. Manobras de outono ocorreram em 27 de agosto e 12 de setembro, depois das quais Hipper foi substituído pelo capitão de mar Konrad Trummler.
O ano de 1909 transcorreu de maneira similar com mais dois cruzeiros no Atlântico, o primeiro entre fevereiro e março e o segundo de julho a agosto. Este último incluiu uma visita à Espanha. Mais tarde no mesmo ano o Gneisenau e o cruzador rápido SMS Hamburg escoltaram o imperador a bordo de seu iate SMY Hohenzollern até a Finlândia, onde ele se encontrou com o imperador Nicolau II da Rússia. O Gneisenau venceu o Prêmio de Tiro por excelência em artilharia entre os cruzadores blindados para 1908–1909. A primeira metade de 1910 transcorreu tranquilamente e em julho fez um cruzeiro para a Noruega. Foi redesignado em 8 de setembro para a Esquadra da Ásia Oriental, com o capitão de mar Ludolf von Uslar no comando. Nesta altura, a Marinha Real Britânica tinha começado a comissionar novos cruzadores de batalha, que eram significativamente superiores aos cruzadores blindados. Entretanto, o comando alemão decidiu que navios como o Gneisenau ainda poderiam ser usados para fortalecer a esquadra colonial.

### Esquadra da Ásia Oriental

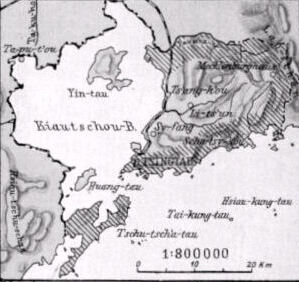
Mapa de 1912 da Península de Xantum, mostrando o Território Arrendado da Baía de Kiauchau

O Gneisenau deixou Wilhelmshaven em 10 de fevereiro e seguiu para a possessão alemã do Território Arrendado da Baía de Kiauchau na China. Parou no caminho em Málaga na Espanha para uma cerimônia em homenagem aos mortos da corveta Gneisenau, que tinha afundado no local em 16 de dezembro de 1900. Em seguida navegou pelo Mar Mediterrâneo, atravessou o Canal de Suez e foi para o Oceano Índico, parando em Colombo no Ceilão. Nesta parada embarcou Guilherme, Príncipe Herdeiro da Alemanha, em 11 de dezembro, que na época estava fazendo uma viagem pela Índia, levando-o até Bombaim. O cruzador retomou sua viagem para o Sudeste Asiático e se encontrou com o cruzador rápido SMS Emden, fazendo paradas em Singapura, Hong Kong e Amoy, finalmente chegando em 14 de março de 1911 em Qingdao, o porto da esquadra alemã. Se encontrou no local com seu irmão SMS Scharnhorst, a capitânia da Esquadra da Ásia Oriental. O Gneisenau transportou em 7 de abril o embaixador alemão Arthur Rex de Taku na China para Yokohama no Japão, onde se encontrou com o Schanrhorst. Uslar, o capitão de mar Hugo Kraft do Schanrhorst e o contra-almirante Günther von Krosigk, comandante da Esquadra da Ásia Oriental, se encontraram com o imperador Meiji. O Gneisenau em seguida fez uma viagem pelo Japão e Rússia, mas retornou para Qingdao durante a Crise de Agadir a fim de se preparar para uma guerra em potencial.
Krosigk transferiu sua capitânia para o Gneisenau em setembro enquanto o Scharnhorst passava por sua manutenção. A Revolução Xinhai começou na China em 10 de outubro, causando grande tensão entre os europeus, que se recordaram de ataques contra estrangeiros durante o Levante dos Boxers entre 1900 e 1901. A Esquadra da Ásia Oriental foi colocada em alerta para proteger os interesses alemães, enquanto tropas adicionais foram enviadas para proteger o consulado alemão. Não ocorreram ataques contra europeus e assim a esquadra não foi necessária. O Gneisenau venceu o Prêmio de Tiro para o ano de treinamento de 1910–1911.

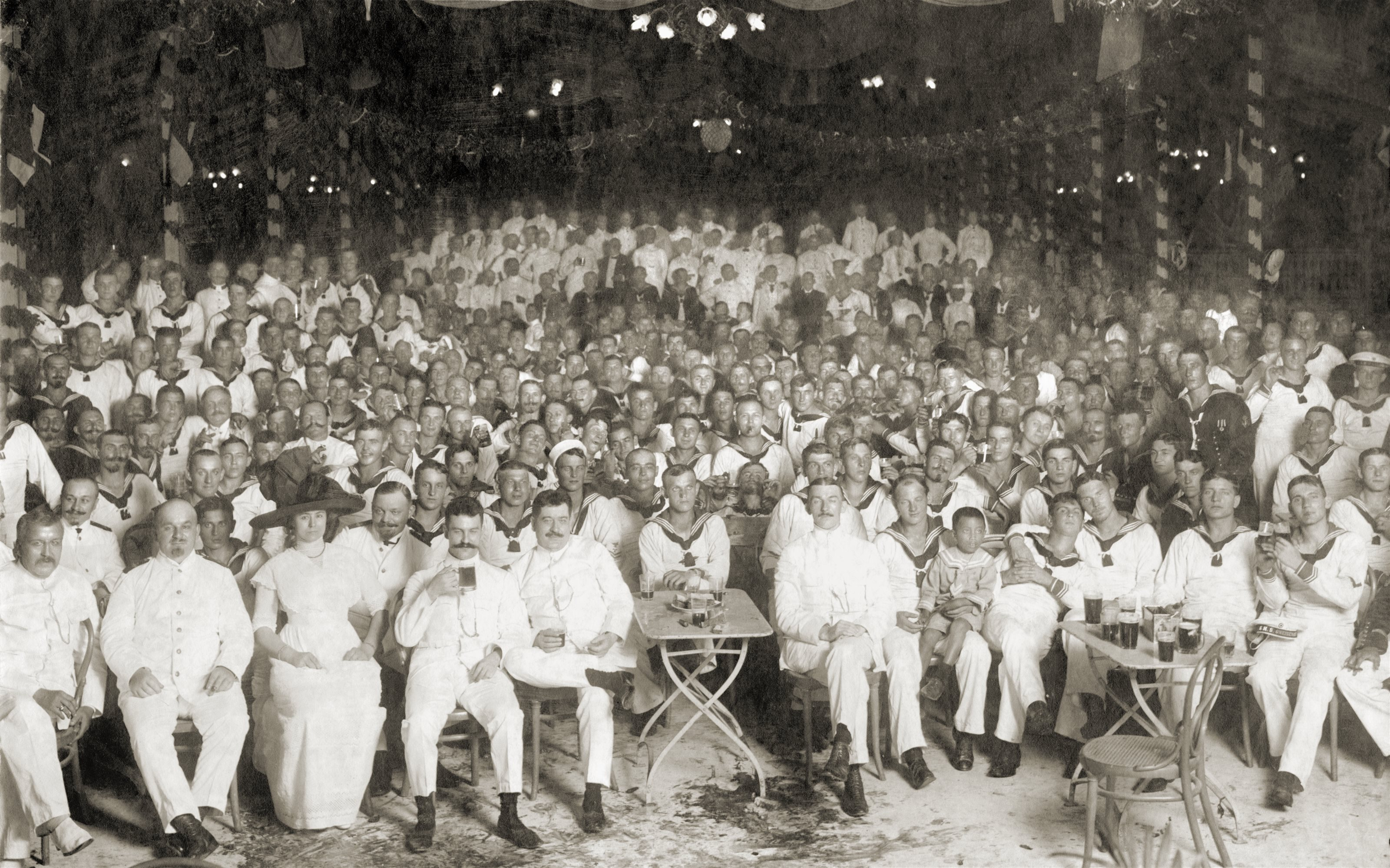
As tripulações do Gneisenau e Scharnhorst durante uma recepção em Batávia em janeiro de 1913

O cruzador foi para seu manutenção periódica em Qingdao no início de 1912. Iniciou em 13 de abril um cruzeiro pelo Japão, retornando em 13 de maio. O capitão de mar Franz Brüninghaus assumiu o comando em junho. Foi para Pusan na Coreia entre 1º e 4 de agosto, onde libertou o encalhado navio de passageiros alemão SS Silesia, escoltando-o em seguida para Nagasaki no Japão. Foi para Xangai no final do ano, com Krosigk sendo substituído em dezembro pelo contra-almirante Maximilian von Spee. Este levou o Gneisenau e o Scharnhorst para uma viagem pelo sudoeste do Pacífico em 27 de dezembro, incluindo paradas em Amoy, Singapura e Batávia. Os dois cruzadores voltaram para Qingdao em 2 de março de 1913. O Gneisenau venceu o Prêmio de Tiro para o ano de 1912–1913.
O Gneisenau e Scharnhorst foram para o Japão em abril de 1913, onde Spee e os capitães se encontraram com o imperador Taishō. Retornaram para Qingdao e permaneceram no local por sete semanas. Os dois cruzadores iniciaram no final de junho uma viagem pelas colônias alemãs do Pacífico. Estavam em Rabaul em 21 de julho quando mais agitações começaram na China, forçando seus retornos nove dias depois para a rada de Wusong, próxima de Xangai. O Gneisenau depois disso patrulhou o Mar Amarelo e visitou Porto Artur em outubro. A situação se acalmou e assim os navios puderam realizar a partir de 11 de novembro um curto cruzeiro para o Japão. Voltaram para Xangai em 29 de novembro, partindo pouco depois para outra viagem pelo Sudeste Asiático. Paradas incluíram Sião, Sumatra, Bornéu do Norte e Filipinas.
O capitão de mar Julius Maerker assumiu o comando do Gneisenau em junho de 1914. Pouco depois o Schanrhorst foi para um cruzeiro na Nova Guiné Alemã, com o Gneisenau depois se encontrando com seu irmão em Nagasaki, onde os dois reabasteceram. Seguiram para o sul, chegando em Truk no início de julho, onde também reabasteceram seu estoque de carvão. No caminho foram informados do assassinato do arquiduque Francisco Fernando, o herdeiro do trono da Áustria-Hungria. A Esquadra da Ásia Oriental chegou em Ponape nas Ilhas Carolinas em 17 de julho. Spee ganhou acesso à rede de rádio alemã e ouviu no dia 28 sobre a declaração de guerra da Áustria-Hungria contra a Sérvia, enquanto dois dias depois a Rússia mobilizou suas forças. Notícias chegaram em 31 de julho que o ultimato alemão para os russos desmobilizarem seus exércitos iria expirar. Spee ordenou que seus navios fossem preparados para a guerra. Guilherme II ordenou em 2 de agosto uma mobilização da Alemanha contra a Rússia e a França.

### Primeira Guerra Mundial

#### Ações iniciais

Movimentações dos navios da Esquadra da Ásia Oriental

A Esquadra da Ásia Oriental tinha o Gneisenau e Scharnhorst, e os cruzadores rápidos Emden, SMS Nürnberg e SMS Leipzig quando a Primeira Guerra Mundial começou. Nesta época, o Nürnberg estava no meio do Pacífico voltando da Costa Oeste dos Estados Unidos, onde o Leipzig tinha acabado de chegar, enquanto o Emden estava em Qingdao. O Gneisenau, Scharnhorst, o navio de suprimentos SS Titania e o carvoeiro japonês SS Fukoku Maru ainda estavam em Ponape em 6 de agosto. Spee emitiu ordens convocando de volta seus cruzadores rápidos. O Nürnberg chegou no mesmo dia, com os navios seguindo então para a Ilha Pagã nas Ilhas Marianas do Norte, uma possessão alemã no Pacífico central. Eles partiram à noite sem o Fukoku Maru para que os tripulantes japoneses não entregassem seus movimentos.
Todos os carvoeiros, navios de suprimentos e transatlânticos alemães disponíveis receberam ordens de se encontrarem com a Esquadra da Ásia Oriental em Pagã, com o Emden se juntando a eles no dia 12. O cruzador auxiliar SS Prinz Eitel Friedrich se juntou a eles também. O comodoro Karl von Müller, o oficial comandante do Emden, persuadiu Spee no dia seguinte a destacar seu navio para atuar como corsário independente. Os quatro cruzadores, mais o Prinz Eitel Friedrich e vários carvoeiros, partiram rumo ao Chile em 15 de agosto. O Emden deixou a formação na manhã seguinte junto com um dos carvoeiros enquanto navegavam para Enewetak nas Ilhas Marshall. As embarcações restantes chegaram em Enewetak no dia 20 e reabasteceram no local.
Spee queria manter o alto comando naval informado e assim destacou o Nürnberg em 8 de novembro para o Havai a fim de enviar uma mensagem por meio de países neutros. O navio retornou com notícias de que os Aliados tinham capturado a Samoa Alemã em 29 de agosto. O Gneisenau e Scharnhorst foram para Apia investigar a situação. Spee esperava conseguir pegar um navio britânico ou australiano de surpresa, mas não encontrou embarcações no porto ao chegar em 14 de setembro. A Esquadra da Ásia Oriental chegou na colônia francesa de Papeete em 22 de setembro, afundando a canhoneira Zélée no resultante Bombardeio de Papeete. Os navios foram atacados por baterias costeiras francesas, mas não foram danificados. Temor de minas no porto impediram os alemães de entrarem no porto e tomarem o carvão, que os franceses incendiaram.
A esquadra chegou na Ilha de Páscoa em 12 de outubro. Se encontraram no local em 12 e 14 de outubro, respectivamente, com o cruzador rápido SMS Dresden e o Leipzig, que tinham viajado da América do Norte O Leipzig trouxe consigo três carvoeiros. As embarcações passaram uma semana na área e então partiram para o Chile. Os navios passaram pela ilha de Mas a Fuera na tarde do dia 26 e continuaram seguindo para o leste, chegando em Valparaíso em 30 de outubro. Spee descobriu dois dias depois por meio do Prinz Eitel Friedrich que o cruzador rápido britânico HMS Glasgow estava ancorado em Coronel, assim seguiu para o local com o objetivo de tentar pegá-lo sozinho.

#### Batalha de Coronel

Mapa da Batalha de Coronel

Os britânicos tinham poucos recursos para enfrentar os alemães no litoral da América do Sul. O contra-almirante sir Christopher Cradock tinha sob seu comando os cruzadores blindados HMS Good Hope e HMS Monmouth, o Glasgow e o transatlântico convertido em navio mercante armado HMS Otranto. A flotilha também estava reforçada pelo antigo couraçado pré-dreadnought HMS Canopus e o cruzador blindado HMS Defence. Entretanto, este último só conseguiu chegar na região depois da batalha. Cradock deixou o Canopus para trás, provavelmente por achar que sua baixa velocidade máxima o impediria de trazer os navios alemães para a batalha.
A Esquadra da Ásia Oriental aproximou-se de Coronel na tarde de 1º de novembro. Spee foi surpreendido ao encontrar não apenas o Glasgow, mas também o Good Hope, Monmouth e Otranto. O Canopus estava trezentas milhas náuticas (560 quilômetros) atrás com os carvoeiros britânicos. O Glasgow avistou os alemães às 16h17min e Cradock formou uma linha de batalha com o Good Hope na vanguarda, seguido pelo Monmouth, Glasgow e Otranto. Spee decidiu não abrir fogo imediatamente e esperar até que o sol tivesse se posto mais, momento em que os britânicos estariam com suas silhuetas destacadas pelo sol e seus próprios navios obscurecidos contra o litoral atrás. Ele colocou seus navios em um curso paralelo, lentamente diminuindo a distância. Cradock percebeu a inutilidade do Otranto e o destacou. Mares bravios dificultaram a operação dos canhões secundários dos dois cruzadores blindados alemães.
A distância entre as duas esquadras tinha diminuído para aproximadamente 13,5 quilômetros às 18h07min e trinta minutos depois Spee finalmente ordenou que seus navios abrissem fogo, cada um mirando no seu oposto na linha britânica. Desta forma o Gneisenau atacou o Monmouth, acertando-o com sua terceira salva, com um projétil acertando a torre de artilharia de vante, arrancando seu teto e iniciando um incêndio. O navio alemão disparou principalmente projéteis perfurantes e conseguiu vários acertos, incapacitando a maioria dos canhões do Monmouth. Este estava seriamente danificado às 18h50min e saiu da linha, com o Gneisenau então se juntando ao Schanhorst para enfrentar o Good Hope. Por volta do mesmo momento a torre de artilharia de ré do Gneisenau foi acertada por um projétil, mas este não penetrou a blindagem e explodiu do lado de fora, incendiando vários coletes salva-vidas que estavam armazenados ali, mas os tripulantes rapidamente conseguiram controlar as chamas.
Neste meio-tempo, o Nürnberg se aproximou até uma distância queima-roupa do Monmouth e acertou vários projéteis. O Good Hope parou de atirar às 19h23min depois de sofrer duas grandes explosões internas, com os artilheiros alemães cessando fogo pouco depois. O navio britânico afundou na escuridão. Spee em seguida ordenou que seus cruzadores rápidos se aproximassem dos oponentes danificados e os afundassem com torpedos enquanto o Scharnhorst e o Gneisenau seguiram para o sul a fim de saírem do caminho. O Glasgow foi forçado a abandonar o Monmouth depois das 19h20min quando os cruzadores rápidos alemães aproximaram-se, fugindo para o sul e se encontrando com o Canopus. Uma chuva impediu que os alemães encontrassem o Monmouth, mas este acabou emborcando e afundando às 20h18min. Mais de 1,6 mil marinheiros britânicos morreram nos naufrágios dos dois cruzadores blindados, incluindo Cradock. As baixas alemãs foram mínimas, com o Gneisenau tendo sido atingido quatro vezes, mas sem ser danificado significativamente e tendo apenas dois tripulantes feridos. Entretanto, os alemães gastaram mais de quarenta por cento de seus estoques de munição.

#### Viagem às Malvinas

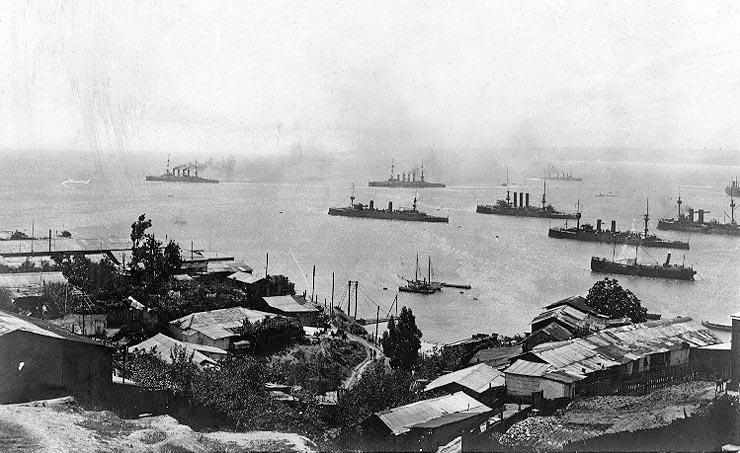
A Esquadra da Ásia Oriental em Valparaíso em 3 de novembro, com o Scharnhorst, Gneisenau e Nürnberg em cima, enquanto embaixo estão alguns navios da Armada do Chile

Spee reuniu seus navios ao norte de Valparaíso. Apenas três embarcações podiam entrar no porto por vez porque o Chile era um país neutro na guerra. O Scharnhorst, Gneisenau e Nürnberg foram os primeiros na manhã de 3 de novembro, enquanto o Dresden, Leipzig e os carvoeiros ficaram em Mas a Fuera. As embarcações reabasteceram carvão em Valparaíso enquanto Spee conversou com o Estado-Maior do Almirantado Imperial Alemão a fim de terminar a força dos navios britânicos restantes na região. Eles permaneceram no porto por apenas 24 horas, seguindo as regras de neutralidade, chegando em Mas a Fuera no dia 6, onde embarcaram mais carvão de navios britânicos e franceses capturados. O Dresden e o Leipzig foram destacados para irem a Valparaíso em 10 de novembro, com o resto da esquadra seguindo cinco dias depois para o Golfo de Penas. O Dresden e o Leipzig reencontraram os outros navios em 18 de novembro no meio do caminho e todos chegaram no Golfo de Penas três dias depois. Abasteceram mais carvão no local, pois a planejada viagem ao redor do Cabo Horn seria longa e ainda não estava certo quando poderiam ter outra oportunidade de reabastecerem.
A Marinha Real Britânica, assim que as notícias da derrota na Batalha de Coronel chegaram em Londres, organizou uma força com o objetivo de caçar e destruir a Esquadra da Ásia Oriental. Os poderosos cruzadores de batalha HMS Invincible e HMS Inflexible foram destacados da Grande Frota e colocados sob o comando do vice-almirante sir Doveton Sturdee. Os dois deixaram Devonport em 10 de novembro e seguiram para as Ilhas Malvinas, onde se juntaram aos cruzadores blindados HMS Carnarvon, HMS Kent e HMS Cornwall, ao cruzadores rápidos Glasgow e HMS Bristol e ao cruzador mercante armado HMS Macedonia. Os oito navios chegaram nas Malvinas em 7 de dezembro e reabasteceram imediatamente.
Os alemães deixaram o Golfo de Penas em 26 de novembro e deram a volta no Cabo Horn em 2 de dezembro. Capturaram a barca canadense Drummuir, que estava com 2,5 mil toneladas de carvão de boa qualidade. No dia seguinte se aproximaram da Ilha Picton e os alemães transferiram o carvão do Drummuir para seus carvoeiros. Spee fez uma reunião a bordo do Scharnhorst na manhã de 6 de dezembro com os capitães de seus navios com o objetivo de determinar o que fazer a seguir. Tinham recebido vários relatos fragmentados e contraditórios sobre reforços britânicos na região. Spee e mais dois capitães eram a favor de atacar as Malvinas, enquanto os outros três, incluindo Maerker, argumentaram que era melhor ignorar as ilhas e atacar navios mercantes britânicos próximos da Argentina. A opinião de Spee pesou mais e a esquadra partiu para as Malvinas ao meio-dia.

#### Batalha das Malvinas

Mapa da Batalha das Malvinas

O Gneisenau e o Nürnberg foram destacados para o ataque, aproximando-se das Malvinas na manhã de 8 de dezembro para destruir uma estação de transmissão no local. Observadores no Gneisenau avistaram fumaça em Porto Stanley, mas acharam que os britânicos estavam queimando seus estoques de carvão para que não fossem tomados. Ao se aproximarem mais começaram a ser alvejados por projéteis de 305 milímetros do Canopus, que fora encalhado como navio de guarda. Observadores alemães avistaram grandes mastros de tripé de cruzadores de batalha, porém inicialmente acreditaram erroneamente que pertenciam ao cruzador de batalha australiano HMAS Australia. Os relatos de navios inimigos mais os disparos do Canopus fizeram Spee abortar o ataque. Os alemães entraram em formação às 10h45min e prosseguiram rumo sudoeste a 22 nós (41 quilômetros por hora). O Gneisenau ficou na vanguarda, seguido pelo Nürnberg, Scharnhorst, Dresden e Leipzig. Os cruzadores de batalha rapidamente partiram em perseguição.
Spee percebeu que seus cruzadores blindados não conseguiriam escapar dos muito mais rápidos cruzadores de batalha, assim ordenou que os três cruzadores rápidos tentassem fugir enquanto o Scharnhorst e Gneisenau viravam para enfrentarem o Invincible e Inflexible. Enquanto isso, Sturdee destacou seus cruzadores para perseguir os cruzadores rápidos alemães. O Invincible atacou o Scharnhorst enquanto o Inflexible atacou o Gneisenau, com Spee similarmente ordenando que seus navios atacassem seus opostos. Os alemães tinham assumido a posição de sotavento, assim o vento manteve os cruzadores livre de fumaça, o que melhorou a visibilidade para os artilheiros. Isto forçou os britânicos para o barlavento e assim uma visibilidade pior. O Gneisenau rapidamente acertou seu oponente duas vezes, com os britânicos aumentando a distância dois graus para o norte. Isto deixaria as armas alemãs fora de alcance, mas não as britânicas. Os dois lados temporariamente cessaram fogo, com o Gneisenau tendo sido atingido duas vezes. O primeiro projétil acertou a quarta chaminé, matou um marinheiro e feriu vários outros com estilhaços. O segundo danificou alguns dos cúteres e penetrou em algumas cabines à meia-nau. Fragmentos de um quase acerto penetraram no depósito de munição de 88 milímetros, forçando-o a ser inundado para não explodir.

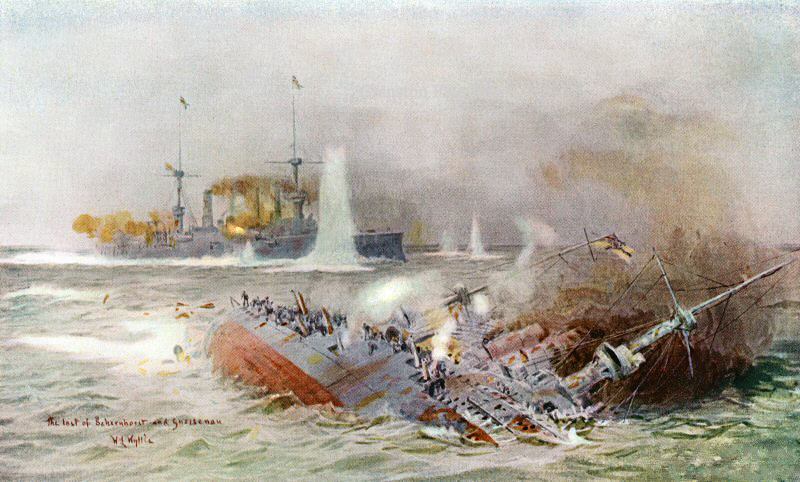
Pintura de William Lionel Wyllie do Scharnhorst emborcando e afundando enquanto o Gneisenau continuar a lutar

Os britânicos fizeram uma virada para bombordo a fim de assumirem uma posição a sotavento, mas os alemães também viraram a fim de manterem a posição favorável. Entretanto, esta manobra inverteu a ordem dos navios, assim o Gneisenau passou a atacar o Invincible. O navio também ficou brevemente obscurecido por fumaça e assim os cruzadores de batalha se concentraram no Scharnhorst, que foi seriamente danificado. Spee e Maerker trocaram uma série de mensagens de sinais a fim de determinarem a condição dos dois navios, com Spee também dizendo que Maerker estava com a razão de ter sido contra o ataque. O Gneisenau foi acertado às 1530min por um projétil que penetrou na sua sala de máquinas de estibordo, deixando-o com apenas duas hélices operacionais. Outro acerto quinze minutos depois derrubou sua primeira chaminé, enquanto sua sala de caldeiras nº 4 foi incapacitada às 16h00min.
Spee ordenou às 16h00min que Gneisenau tentasse escapar enquanto o Scharnhorst desse a volta para lançar torpedos. Danos às suas salas de máquinas e caldeiras tinham reduzido sua velocidade para dezesseis nós (trinta quilômetros por hora), assim ele continuou a lutar. Foi incapaz de desviar do fogo inimigo e sua ponte de comando foi acertada por volta do mesmo momento. Mas dois acertos ocorreram às 16h15min, um passando completamente pela embarcação sem detonar e o outro explodindo no hospital principal de bordo, matando a maioria dos feridos no local. O Scharnhorst emborcou e afundou às 16h17min, com os britânicos se focando no Gneisenau. Nesta altura o Carnarvon também se juntou ao combate. A distância diminuiu para 8,5 quilômetros, mas os disparos dos canhões alemães forçaram os britânicos a recuarem para 13,5 quilômetros.

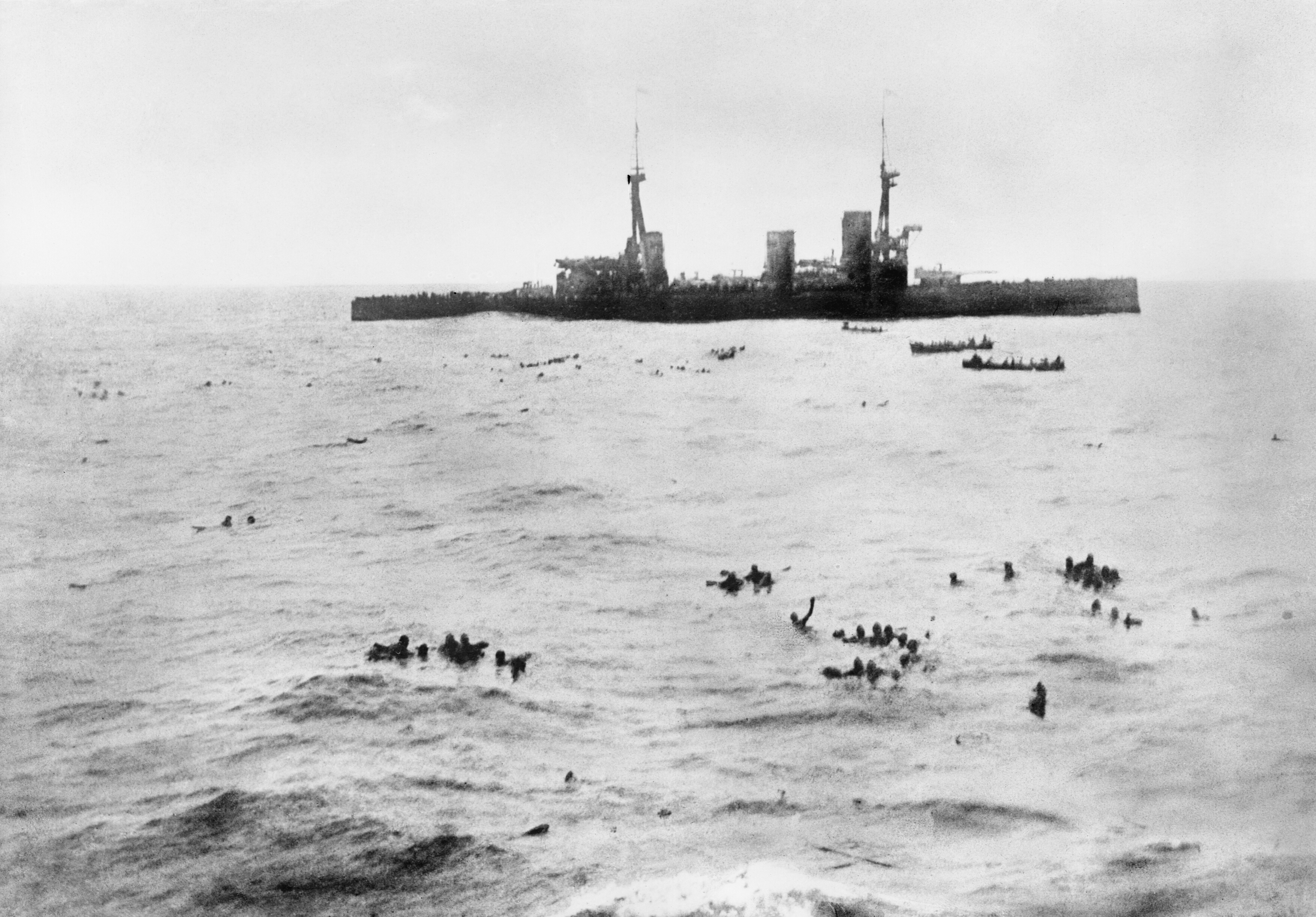
O Inflexible resgatando sobreviventes do Gneisenau após a batalha

O Gneisenau ficou sem munição e disparou projéteis de treinamento, com um acertando o Invincible. Mais três projéteis acertaram o cruzador por volta das 17h15min, dois abaixo da linha de flutuação à estibordo e o outro em uma casamata de estibordo. Este último causou poucos danos porque os artilheiros já tinham sido mortos por um acerto anterior e a casamata já estava em chamas, mas os dois primeiros causaram inundações. Mais acertos ocorreram e quinze minutos depois o navio parou, estando em chamas e com um adernamento sério para estibordo. Maerker ordenou às 17h35min que a tripulação armasse cargas de demolição e se reunisse no convés, pois o Gneisenau não podia mais continuar lutando. A torre de artilharia de vante disparou um último projétil apesar das instruções de Maerker, fazendo com que o Inflexible disparasse de volta e acertasse o hospital de vante, matando mais feridos. As cargas de demolição detonaram às 17h42min e a tripulação do tubo de torpedo de vante lançou o torpedo para liberar tubo e acelerar a inundação.
O navio emborcou lentamente e afundou, com aproximadamente 270 a trezentos marinheiros escapando. Muitos morreram de hipotermia na água de quatro graus Celsius. Um total de 598 tripulantes foram mortos, com o Invincible e Inflexible resgatando 187 homens, incluindo o capitão de corveta Hans Pochhammer, oficial executivo do Gneisenau e o oficial alemão mais graduado a sobreviver, sendo a fonte dos registros oficiais alemães sobre o confronto. O Leipzig e Nürnberg também foram afundados. O Dresden foi o único que conseguiu escapar, mas foi rastreado até Más a Tierra e afundado também. A destruição da Esquadra da Ásia Oriental matou aproximadamente 2,2 mil marinheiros, incluindo Spee e seus dois filhos.